# Flixster
Flixster era un sitio web estadounidense del tipo red social que estaba enfocada en el cine. El sitio permitía a los usuarios ver avances, así como conocer sobre las películas nuevas y por estrenar. Tenía su sede en San Francisco (California) y fue fundada por Joe Greenstein y Saran Chari el 20 de enero de 2006. Flixster compró Rotten Tomatoes en enero de 2010 y el 17 de febrero de 2016, Flixster, incluido Rotten Tomatoes, fue adquirido por Fandango Media.

## Historia
El sitio comenzó a estar en línea en mayo de 2006 y alcanzó los 10 millones de usuarios registrados en marzo de 2007. En diciembre de 2007 tenía 17 empleados y más de 800 000 usuarios activos. En mayo de 2011 fue adquirido por Warner Bros.. En ese momento contaba con 25 millones de usuarios activos y Rotten Tomatoes, 12 millones.
En febrero de 2016, ambos sitios fueron adquiridos por Fandango. Tras lo cual se comenzó a migrar a los usuarios de Flixster Video a FandangoNow, cerrando definitivamente el servicio de Flixster Video. El 28 de agosto de 2017, cerró su servicio de redención digital y transmisión de video y le pidió a sus clientes que usaran Vudu. El 22 de diciembre de 2017, la compañía envió un correo electrónico a sus clientes diciendo que cesaría todas sus operaciones en los Estados Unidos desde el 20 de febrero de 2018. A partir de finales de enero de 2018, se alentó a los visitantes del sitio a descargar la aplicación, redirigido a fandango.com. También se les indicó que continuaran viendo videos y canjeando códigos digitales a través de Vudu.
En junio de 2019, Flixster anunció que cerraría sus servicios de transmisión de video en todos los países en los que opera fuera de los Estados Unidos el 31 de octubre de 2019 debido al cierre de UltraViolet. Se pidió a los clientes de estas áreas que transfirieran su contenido a Google Play, aunque se advirtió a los usuarios que, debido a restricciones de derechos, no todos los videos comprados en una biblioteca de Flixster serían transferibles.

## Mercadotecnia
El crecimiento de Flixster fue descrito en la prensa especializada como atribuible a «sus agresivas prácticas de marketing viral», incluida la selección automática de toda la libreta de direcciones de una cuenta de correo electrónico para enviar una invitación a todos los contactos. Aunque la empresa afirmó que este procedimiento era un estándar de la industria utilizado por otros servicios. El cofundador Joe Greenstein describió la diferencia entre Flixster y otros sitios como: «Hacemos que sea fácil invitar a tus amigos. Otros sitios no ofrecen buenas formas para que la gente corra la voz». Como consecuencia de su política de enviar correos electrónicos con anuncios a las libretas de direcciones completas de los usuarios, el sitio fue criticado en numerosos blogs de internet.

## Otras plataformas
La compañía permitió a los usuarios ver películas en varias plataformas diferentes a través de UltraViolet.

### Redes sociales
Flixster desarrolló aplicaciones para varios sitios de redes sociales. Estas tenían muchas las características que ofrecía el sitio principal: calificaciones, reseñas y cuestionarios generados por los usuarios. Además, todas ofrecían integración de redes sociales y su uso se ofrecía de forma gratuita, lo que permitía que más usuarios la descargaran. La primera de ellas se lanzó en junio de 2007 en Facebook. En marzo de 2008, siguió una aplicación de MySpace, que tenía casi 4 millones de usuarios en julio de ese año. Esto la convirtió en la cuarta aplicación más popular en la plataforma. Además, también desarrolló aplicaciones para Bebo y Orkut.

### Aplicaciones móviles
En 2008, Flixster lanzó una aplicación para iOS, que permitía a los usuarios acceder a horarios de películas, reseñas y avances. La aplicación para iPhone y iPod era la aplicación de películas número uno en la plataforma. También lanzó aplicaciones para teléfonos móviles con Android, BlackBerry y Windows Phone.